# Amours d'une moitié de siècle
Pour plus de détails, voir Fiche technique et Distribution.
Amours d'une moitié de siècle (Amori di mezzo secolo) est un film italien de Mario Chiari, Pietro Germi, Glauco Pellegrini, Antonio Pietrangeli et Roberto Rossellini sorti en 1954.
Le film est composé de 5 courts-métrages :
- Dopoguerra 1920 de Mario Chiari
- Guerra 1915-18 de Pietro Germi
- L'amore romantico de Glauco Pellegrini
- Girandola 1910 de Antonio Pietrangeli
- Napoli 1943 de Roberto Rossellini

## Fiche technique
- Titre : Amours d'une moitié de siècle
- Titre original : Amori di mezzo secolo
- Réalisation : Mario Chiari et Pietro Germi, Glauco Pellegrini, Antonio Pietrangeli et Roberto Rossellini
- Scénario : Oreste Biancoli, Sandro Continenza, Carlo Infascelli, Giuseppe Mangione, Vinicio Marinucci, Antonio Pietrangeli, Roberto Rossellini, Ettore Scola, Rodolfo Sonego et Vincenzo Talarico (en)
- Photographie : Tonino Delli Colli
- Musique : Carlo Rustichelli
- Pays d'origine : Italie
- Format : Couleurs - 1,37:1 - Mono
- Genre : melodrame historique
- Date de sortie : 18 février 1954

## Distribution
- Franco Interlenghi : Mario
- Leonora Ruffo : Elena
- Paola Borboni : la tante d'Elena
- Carlo Ninchi : le père d'Elena
- Luigi Tosi : le Conte Edoardo Savelli
- Maria Pia Casilio : Carmela
- Silvana Pampanini : Susanna
- Alberto Sordi : Alberto
- Giuseppe Porelli : Fosco D'Agaga
- Alba Arnova : Yvonne
- Antonella Lualdi : Carla
- Lea Padovani : Isabella
- Andrea Checchi : Gabriele
- Carlo Campanini : Michelangelo
- Arturo Bragaglia : l'oncle d'Alberto
- Franco Pastorino: Renato
- Lily Granado
- Gustavo Serena
- Franco Migliacci